# 熱測定

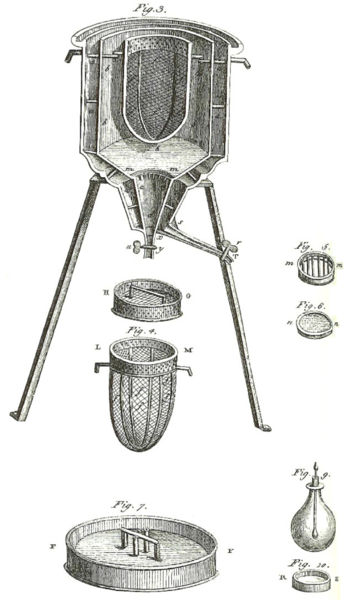
世界初の氷熱量計。1782年から83年にかけての冬、ラヴォアジェとラプラスはこの装置を用い、ブラックが発見した潜熱にならって数々の化学変化にともなう熱を決定した。この研究が熱化学の基礎となった。

自発呼吸している被験者の酸素摂取量と CO2 生成を測定することで間接熱量測定を行う据え置き型呼気ガス分析装置(キャノピー フードを使用した希釈法)。

化学や熱力学における熱測定(カロリメトリー) （enːcalorimetry） (語源は ラテン語  calorで意味は「heat」, and ギリシャ語  μέτρον (metron)で意味は「measure」) とは、特定の制約下での化学反応、物理的変化、相転移などによる物体の状態変化に伴う熱伝達を導き出す目的で、物体の状態変数の変化を測定する方法である。熱測定は熱量計を使用して行われる。熱と温度の区別を最初に認識したスコットランドの医師で科学者のジョセフ・ブラックは、熱量測定学の創始者と言われている。
間接熱測定では、生物による二酸化炭素と窒素排泄物 (水生生物ではアンモニア、陸生生物では尿素が一般的) の生成、または酸素の消費を測定することによって、生物が生成する熱を計算する。ラヴォアジエは 1780 年に、重回帰分析を使用してこの方法で酸素消費から熱生成を予測できると指摘した。この手順が正しい理由は、動的エネルギー収支理論によって説明される。生物によって発生する熱は、生物全体を熱量計の中に入れて測定する直接熱量測定によっても測定できる。
広く使用されている現代の方法は示差走査熱量測定であり、少量の材料の熱データを取得できるる。これには、制御された速度でサンプルを加熱し、試験片への、または試験片からの熱流を記録することが含まれる。

## 生物の熱測定
生物熱測定、即ち代謝測定には密閉容器内で発生する熱を直接測定する直接熱量測定法と化学反応による生成物の発生量から間接的に熱量を求める間接熱量測定法に大別されるが、前者の設備は極めて大掛かりなため、現代では専ら間接熱測定が行われる。
間接熱測定には、呼気代謝測定と二重標識法の2つがある。

### 呼気代謝測定
生物がエネルギーを生成する際に食物から摂取した栄養素と酸素が化学反応を起こし、二酸化炭素を産生するという生理的なメカニズムを利用して、呼気中の酸素および二酸化炭素の濃度と容積からエネルギー消費量を算出する。
カプノグラフィが二酸化炭素の産生量測定に用いられる。